# Tânia Miranda
Tânia Maria Miranda (Rio de Janeiro, 5 de março de 1958) é uma velocista brasileira. Ela competiu no revezamento de revezamento 4 x 400 metros rasos femininos nos Jogos Olímpicos de 1988, realizados em Seul, na Coreia do Sul.